# Woiwodschaft Skierniewice

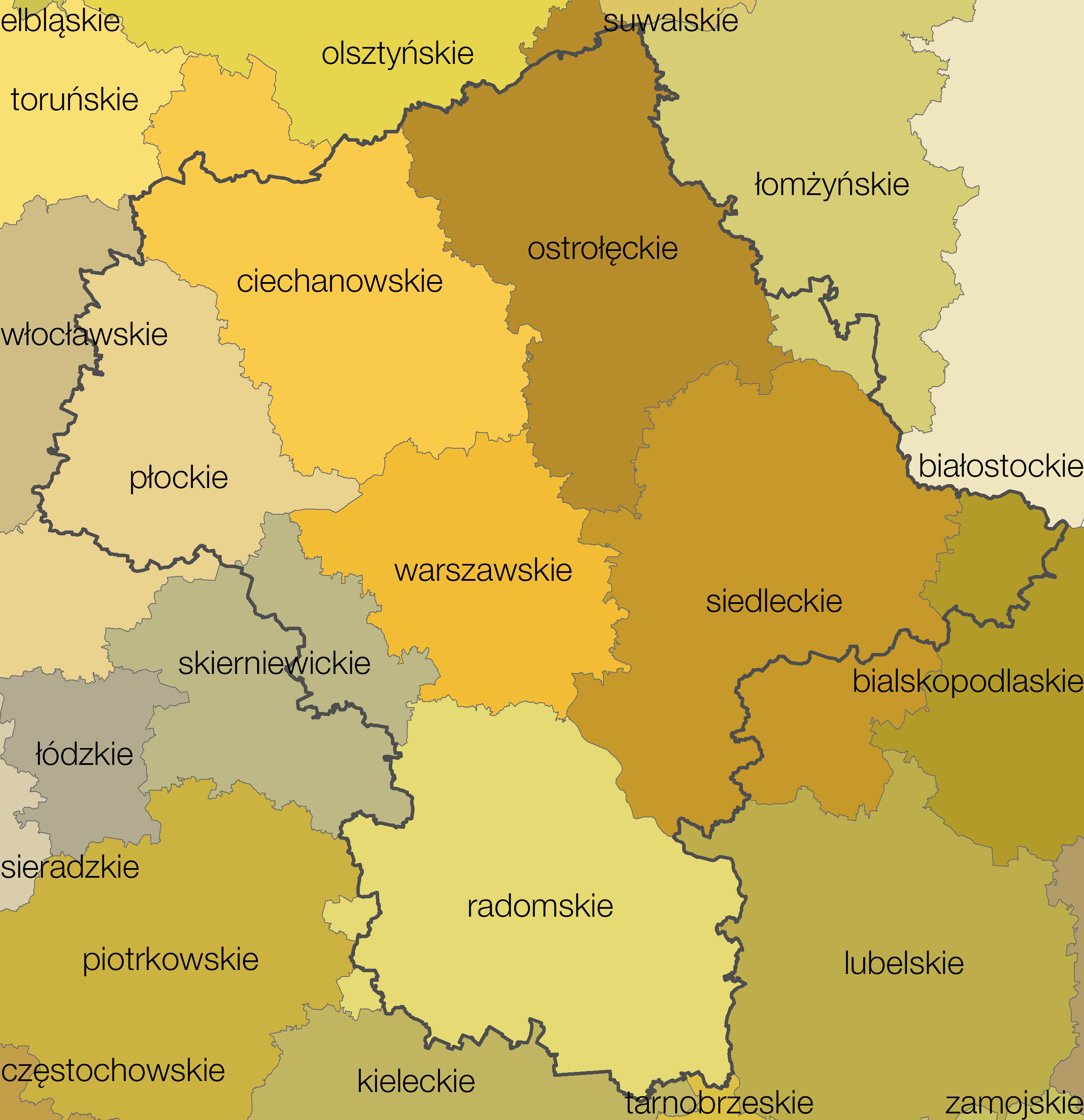
Woiwodschaft Skierniewice (in grau) neben anderen 1998 aufgeteilt zwischen den Woiwodschaften Łódź und Masowien

Die Woiwodschaft Skierniewice war in den Jahren 1975 bis 1998 eine polnische Verwaltungseinheit, die im Zuge einer Verwaltungsreform zu Teilen in den heutigen Woiwodschaften Łódź und Masowien aufging. Die Hauptstadt war Skierniewice.
Bedeutende Städte waren (Einwohnerzahlen von 1995):
- Skierniewice (47.900)
- Żyrardów (43.500)
- Sochaczew (39.700)
- Łowicz (31.500)